# Liste der Kulturgüter in Menznau
Die Liste der Kulturgüter in Menznau enthält alle Objekte in der Gemeinde Menznau im Kanton Luzern, die gemäss der Haager Konvention zum Schutz von Kulturgut bei bewaffneten Konflikten, dem Bundesgesetz vom 20. Juni 2014 über den Schutz der Kulturgüter bei bewaffneten Konflikten sowie der Verordnung vom 29. Oktober 2014 über den Schutz der Kulturgüter bei bewaffneten Konflikten unter Schutz stehen.
Objekte der Kategorie A sind im Gemeindegebiet nicht ausgewiesen, Objekte der Kategorie B sind vollständig in der Liste enthalten, Objekte der Kategorie C fehlen zurzeit (Stand: 1. Januar 2023). Unter übrige Baudenkmäler sind zusätzliche Objekte zu finden, die im kantonalen Denkmalverzeichnis verzeichnet und nicht bereits in der Liste der Kulturgüter enthalten sind.

## Kulturgüter
| Foto |                                                                                | Objekt                                              | Kat. | Typ | Standort                                  | Beschreibung                          |
| ---- | ------------------------------------------------------------------------------ | --------------------------------------------------- | ---- | --- | ----------------------------------------- | ------------------------------------- |
| ja   | Datei hochladen · Wikidata zu Katholische Kirche St. Jakobus (Q29785762)       | Katholische Kirche St. Jakobus KGS-Nr.: 03846       | B    | G   | Geiss, Kirchenstrasse 3 646881 / 215660   |                                       |
| ja   | Datei hochladen · Wikidata zu Pfarrspeicher zur Kirche St. Jakobus (Q29785765) | Pfarrspeicher zur Kirche St. Jakobus KGS-Nr.: 16160 | B    | G   | Geiss, Kirchenstrasse 5.1 646853 / 215659 |                                       |
| BW   | Datei hochladen · Wikidata zu Pfarrhaus zur Kirche St. Jakobus (Q29785764)     | Pfarrhaus zur Kirche St. Jakobus KGS-Nr.: 16161     | B    | G   | Geiss, Kirchenstrasse 5 646855 / 215638   |                                       |
| ja   | Datei hochladen · Wikidata zu Gasthaus zur Kirche St. Jakobus (Q29785760)      | Gasthaus zur Kirche St. Jakobus KGS-Nr.: 16162      | B    | G   | Geiss, Kirchenstrasse 2 646858 / 215698   | Gemeinhin als Gasthaus Ochsen bekannt |

## Übrige Baudenkmäler
| ID   | Foto |                                                                                                | Objekt                                              | Typ | Standort                                 | Beschreibung |
| ---- | ---- | ---------------------------------------------------------------------------------------------- | --------------------------------------------------- | --- | ---------------------------------------- | ------------ |
| 32   | ja   | Datei hochladen · Wikidata zu Pfarrkirche St. Johannes der Täufer mit Ausstattung (Q120648811) | Pfarrkirche St. Johannes der Täufer mit Ausstattung | G   | Willisauerstrasse 2a 645617 / 214919     |              |
| 40a  | BW   | Datei hochladen                                                                                | Speicher Schaubhaus                                 | G   | Bahnhofstrasse 6.1 645702 / 214855       |              |
| 61a  | BW   | Datei hochladen                                                                                | Speicher auf dem Hof Hinter-Elsenegg                | G   | Elsenegg 2.1 644072 / 215026             |              |
| 157a | ja   | Datei hochladen · Wikidata zu Pfarrkirche St. Theodul (Q120640837)                             | Pfarrkirche St. Theodul                             | G   | Menzberg, Dorfstrasse 15 642526 / 210169 |              |
| 196b | BW   | Datei hochladen                                                                                | Speicher auf Seehof                                 | G   | Seehof 2.4 648117 / 215999               |              |
| 196e | BW   | Datei hochladen                                                                                | Wegkapelle Seehof am Soppensee                      | G   | Seehof 2.5 648267 / 215913               |              |
| 222c | BW   | Datei hochladen                                                                                | Speicher Tutensee                                   | G   | Tutensee 6.2 646480 / 213653             |              |
| 435e |      | Datei hochladen                                                                                | Speicher Elsenau                                    | G   | Koordinaten fehlen! Hilf mit.            |              |

Legende: Siehe Legende der Liste der Kulturgüter von nationaler und regionaler Bedeutung. Anstelle der KGS-Nummer wird als Objekt-Identifikator (ID) die Gebäudenummer im kantonalen Denkmalverzeichnis verwendet.